# Wojciecha Dutkiewicz
Wojciecha Dutkiewicz (ur. 23 kwietnia 1896 w Rogoźnie, zm. 28 stycznia 1990 tamże) – polska nauczycielka i działaczka społeczna, uczestniczka powstania wielkopolskiego, członkini ruchu oporu podczas II wojny światowej.

## Życiorys
Wojciecha Dutkiewicz była córką Antoniego Dutkiewicza i Katarzyny z d. Cholewińskiej. W 1913 roku ukończyła rogozińską niemieckojęzyczną Wyższą Szkołę Dziewcząt, a następnie zdała maturę w poznańskim Gimnazjum Karola Marcinkowskiego. Następnie wyjechała do Szwajcarii, gdzie studiowała romanistykę we Fryburgu, a także uczyła się języka angielskiego w Estavayer-le-Lac. Studia ukończyła w 1915 roku. Powróciwszy do Poznania w rok później uzyskała nostryfikację dyplomu szwajcarskiego.

Od 1915 roku pracowała jako nauczycielka w Zakładzie Aleksandry Słonimskiej w Poznaniu. Z chwilą wybuchu powstania wielkopolskiego wstąpiła do polskiej Tajnej Organizacji Zbrojnej. Od początku 1919 roku – wraz z siostrami: Marią i Moniką – pełniła funkcję sanitariuszki w szpitalu powstańczym, utworzonym w budynku Seminarium Nauczycielskiego w Rogoźnie. Pod koniec stycznia 1919 roku udała się do Poznania, gdzie również pracowała w służbach medycznych. Od marca 1919 została zatrudniona przez dowództwo Frontu Wielkopolskiego jako tłumaczka Międzynarodowej Misji Wojskowej, której przewodził marszałek Ferdinand Foch. Po zakończeniu prac misji w 1920 roku, Wojciecha Dutkiewicz powróciła do pracy sanitariuszki w poznańskim szpitalu przy ul. Szkolnej. W 1922 roku przeniosła się do Rogoźna, gdzie pracowała jako nauczycielka m.in. w Prywatnym Gimnazjum Niemieckim oraz szkole podstawowej.
Po wybuchu II wojny światowej Wojciecha Dutkiewicz została wysiedlona do Sokołowa Podlaskiego w ówczesnym Generalnym Gubernatorstwie. W Sokołowie pracowała jako nauczycielka, jednocześnie będąc członkinią Związku Walki Zbrojnej, a następnie Armii Krajowej oraz Tajnej Organizacji Nauczycielskiej. Prowadziła tajne nauczanie, będąc członkiem konspiracyjnej komisji egzaminacyjnej.

Po zakończeniu działań wojennych, w marcu 1945 roku powróciła do Rogoźna. Podjęła pracę nauczycielki w tamtejszym Liceum Ogólnokształcącym im. Przemysła II, którą zakończyła z chwilą przejścia na emeryturę w 1972 roku. Jednocześnie aktywnie uczestniczyła w życiu społecznym miasta, będąc członkinią m.in. PCK, PTTK, Ligi Ochrony Przyrody, Związku Nauczycielstwa Polskiego, Towarzystwa Przyjaciół Dzieci, Towarzystwa Przyjaciół Rogoźna i innych. W 1967 roku, z okazji zbliżającej się 50. rocznicy wybuchu powstania wielkopolskiego, zorganizowała w swoim domu wystawę prywatnych pamiątek historycznych i powstańczych. Kolekcja ta stała się jednym z zaczątków zbiorów Muzeum Regionalnego w Rogoźnie, powołanego do życia w 1983 roku.
Za swą działalność Wojciecha Dutkiewicz była wielokrotnie odznaczana, m.in. Krzyżami: Komandorskim i Kawalerskim Orderu Odrodzenia Polski, Wielkopolskim Krzyżem Powstańczym, Medalem Komisji Edukacji Narodowej, Srebrną Odznaką PCK drugiego stopnia, Złotą Odznaką ZNP, odznaką Zasłużonego Nauczyciela PRL, odznaką „Za Tajne Nauczanie TON” oraz dwukrotnie odznakami „Opiekuna Miejsc Pamięci Narodowej”. Jako uczestniczka walk powstańczych została również mianowana na stopień podporucznika.

Po śmierci została pochowana rodzinnym grobowcu na rogozińskim cmentarzu parafialnym. W dniu 3 maja 1991 roku jej imię otrzymało Muzeum Regionalne w Rogoźnie.